# Якша (сельское поселение)
Якша — административно-территориальная единица (административная территория посёлок сельского типа с подчинённой ему территорией) и муниципальное образование (сельское поселение с полным официальным наименованием муниципальное образование сельского поселения «Якша») в составе муниципального района Троицко-Печорского в Республике Коми Российской Федерации.
Административный центр и единственный населённый пункт — посёлок Якша.

## История
Статус и границы административной территории установлены Законом Республики Коми от 6 марта 2006 года № 13-РЗ «Об административно-территориальном устройстве Республики Коми».
Статус и границы сельского поселения установлены Законом Республики Коми от 5 марта 2005 года № 11-РЗ «О территориальной организации местного самоуправления в Республике Коми».

## Население
| 2010 | 2011  | 2012 | 2013 | 2014 | 2015 | 2016 |
| ---- | ----- | ---- | ---- | ---- | ---- | ---- |
| 1025 | ↘1012 | ↘978 | ↘911 | ↘878 | ↘852 | ↘831 |
| 2017 | 2018  | 2019 | 2020 | 2021 | 2024 |      |
| ↘810 | ↘784  | ↘764 | ↘762 | ↘755 | ↘670 |      |